# Pain de viande

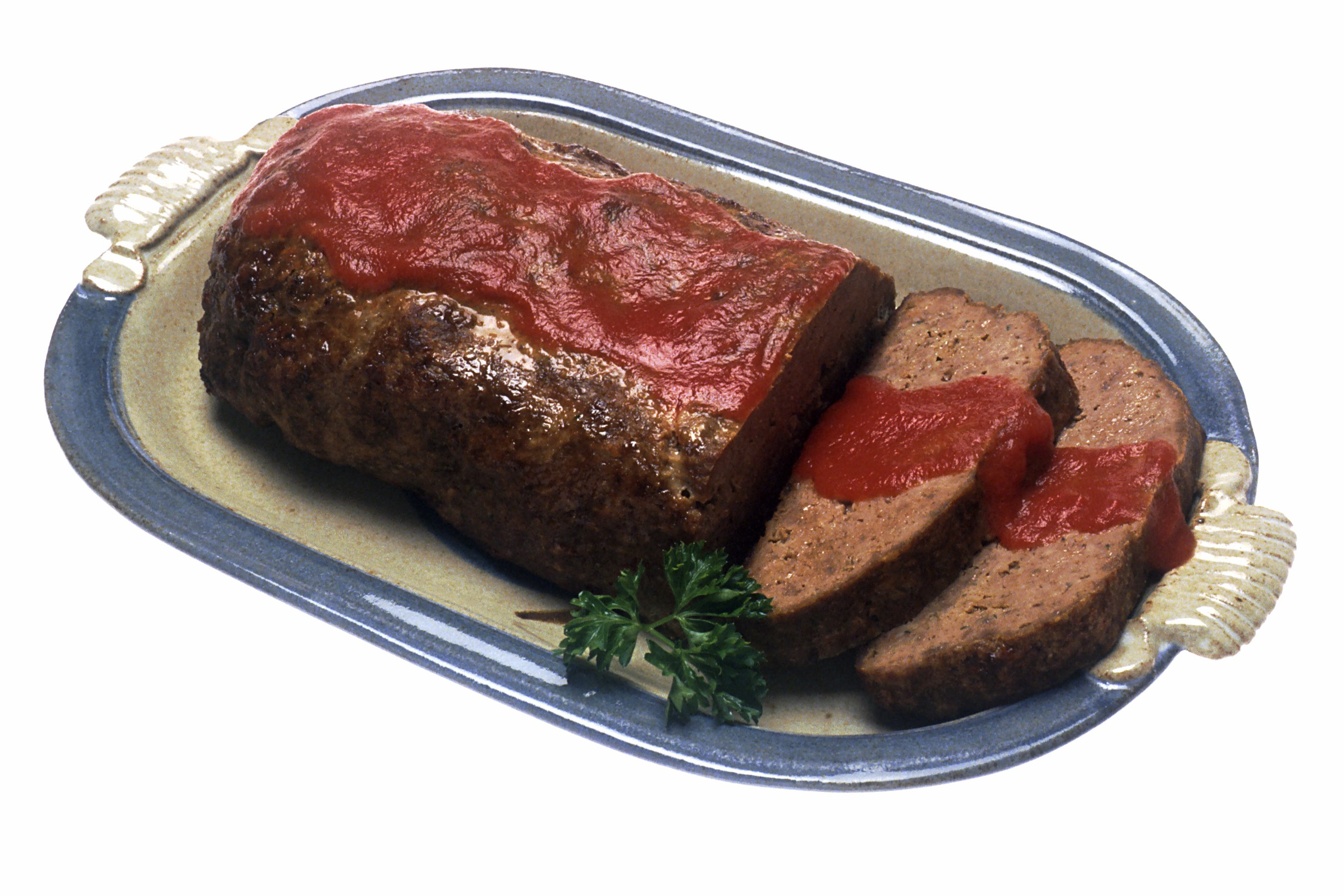
Pain de viande nappé de sauce.

Le pain de viande ou rôti haché est une préparation culinaire à base de viande.
Ce mets est constitué d’un mélange de viande hachée (souvent un mélange porc-bœuf ou porc-veau), de mie de pain trempée dans du lait, d'oignons, d'œuf et de diverses épices, cuit au four ou en marmite. Au Canada, plusieurs recettes traditionnelles ajoutent de la sauce tomate (ou même une soupe de tomate en conserve) avant la cuisson au four, ce qui permet au pain de viande de mieux conserver son humidité tout en lui procurant plus de saveurs. 
Le résultat ressemble à un pain, ce qui lui donne son nom. Ce mets peut se manger chaud, tiède ou froid. Il est également vendu à la découpe dans les boucheries traditionnelles.
Ce plat étant souvent associé au terroir, plusieurs recettes ont la dénomination « de grand-mère ».
En Flandre, il se dit vleesbrood.